# Мстиславль (Владимирская область)
Мстисла́вль — исчезнувший древнерусский город в Суздальской земле.

## Расположение и характеристика укреплений
Мстиславль находился в 11 км к северу от Юрьева-Польского на месте красносельского села Городище (Числовские Городищи) на правом берегу реки Гза. Сохранились остатки овального древнего городища XI—XIII веков размерами 190×145 м, образующего кольцо, окружённого рвами и земляным валом высотой до 5 м. Глубина рвов составляет примерно 3-5 м, длина валов — 565 м, общая площадь городища — 19500 м². Рвы были заполнены водой. Древний въезд в Мстиславль прослеживается с северной стороны. В Мстиславле были срубные однорядные стены высотой до заборол около 3 м и вместе с заборолами около 5 м высотой.

## История
Как показывают археологические находки, первое поселение на месте будущего Мстиславля возникло в VII-X веках и было, вероятно, мерянским. Первые славяне появляются здесь в результате славянской колонизации Северо-Восточной Руси в X—XI веках. Укреплённый город, по одной из версий, был основан в конце XI века сыном Владимира Мономаха новгородским князем Мстиславом Владимировичем, являвшимся в 1094—1095 годах держателем Ростовской земли. Не исключено, что город основан в те же годы самим Владимиром Мономахом и назван в честь сына. Уцелевшие до наших дней мощные укрепления были возведены в XII веке.
Первое упоминание о Мстиславле в летописи — под 1135 годом. В непосредственной близости от Мстиславля в 1177 году произошло сражение на Колокше, а в 1216 году — битва на Липице, одно из крупнейших сражений времён междоусобных войн домонгольской Руси. Мстиславль был разорён в XIII веке во время монгольского нашествия на Русь. Упомянут в Списке русских городов дальних и ближних конца XIV века.

## Данные археологии
Основная часть культурного слоя относится к древнерусскому времени. На городище найдены обломки гончарной древнерусской керамики, в том числе донца с клеймами, шиферные пряслица, обломки стеклянных браслетов, железные ножи, пружины от цилиндрических замков, фрагмент костяного гребня с циркульным орнаментом и другие предметы, датированные XII—XIII веками.